# Henning Gustafsson
Gustaf Henning Gustafsson (i riksdagen kallad Gustafsson i Skellefteå), född 9 mars 1900 i Skellefteå, död där 15 juni 1982, var en svensk kommunalarbetare och politiker (folkpartist). 
Henning Gustafsson, som var son till en snickare, arbetade i ungdomen som lantarbetare, sågverksarbetare och garvare, och därefter som kommunalarbetare 1931–1952. Han var också aktiv i IOGT på distriktsnivå. Han var i ungdomen engagerad i Sveriges frisinnade ungdomsförbund och satt därefter i förbundsstyrelsen för Folkpartiets ungdomsförbund 1936–1940. I Skellefteå var han ledamot i stadsfullmäktige 1939–1955.
Han var riksdagsledamot i andra kammaren 1952–1968 för Västerbottens läns valkrets. I riksdagen var han bland annat suppleant i statsutskottet 1952–1966 och ledamot i samma utskott 1967–1968. Han var flitigt engagerad i småföretagsfrågor och socialpolitik, bland annat för pensionärernas situation.
Inom folkpartiet var Henning Gustafsson på sin tid en av de mest tongivande politikerna med arbetarbakgrund, och han var också ledamot i partistyrelsen 1958–1971 och ordförande i partiets arbetsutskott 1965–1966. Han är begravd på Skogskyrkogården i Skellefteå.